# Evaniella bakeriana
Evaniella bakeriana är en stekelart som först beskrevs av Jean-Jacques Kieffer 1910.  Evaniella bakeriana ingår i släktet Evaniella och familjen hungersteklar. Inga underarter finns listade i Catalogue of Life.